# MXD
Pour les articles homonymes, voir MXD (homonymie).
MXD est un groupe de crossover et electro metal suisse.

## Biographie
MXD est formé en 1998. En 2002, le groupe publie l'album Musicogenic. En 2004, MXD s'associe avec VS-Webzine pour un concours dans lequel le vainqueur remportera cinq albums digipack.
En juin 2005, MXD s'attèle à l'enregistrement de son nouvel album Frustration is Fuel au The Drone Studio de Drop (Sybreed). Il est annoncé en fin octobre sur le label français Equilibre Musique. Frustration is Fuel est finalement publié le 1er novembre 2005. L'album est masterisé par Howie Weinberg (Rammstein, Nirvana, Beastie Boys, Gorillaz).
Quatre ans après la sortie de The Devil is in the Details, le groupe publie son quatrième album, The Extent of Damages en 2014. Pendant ses quatre ans sans album, MXD souhaitait enregistrer « sans la pression d’une maison de disques. » En 2015, ils jouent au Black Rabbit Metal Fest 2015 avec Stud Hit, Digger et Buried Side. La même année, ils se produisent pour la  troisième fois au Montreux Jazz.

## Membres
- Patrick « Duja » Dujany - chant
- Solex - machines
- Drop (Thomas) - guitare